# 聖瑪麗斯鎮區 (密蘇里州佩里縣)
聖瑪麗斯鎮區（英語：St. Marys Township）是位於美國密蘇里州佩里縣的一個行政鎮區。

## 地方資料
聖瑪麗斯鎮區的面積為265.50平方千米，當中陸地面積為263.85平方千米，而水域面積為1.64平方千米。根據2020年美國人口普查的數據，當地共有人口1625人，而人口密度為每平方千米6.12人。